# Simon & Schuster
Simon & Schuster é uma editora estadunidense pertencente à Kohlberg Kravis Roberts. Foi fundada na cidade de Nova Iorque em 2 de janeiro de 1924 por Richard L. Simon e M. Lincoln Schuster. Em 2016, Simon & Schuster era a terceira maior editora nos Estados Unidos, publicando 2.000 títulos anualmente em 35 selos diferentes.

## História

### Primórdios
Em 1924, a tia de Richard Simon, uma entusiasta de palavras cruzadas, perguntou se havia um livro de palavras cruzadas do New York World, que eram muito populares na época. Depois de descobrir que nenhum havia sido publicado, Simon e Max Schuster decidiram lançar uma empresa para explorar a oportunidade. Na época, Simon era um vendedor de pianos e Schuster era editor de uma revista de comércio automotivo. Eles juntaram US$ 8.000, o equivalente a US$ 126.000 hoje, para iniciar uma empresa que publicava palavras cruzadas.
A nova editora usou modismos para publicar livros que exploravam modas e tendências da época. Simon chamou isso de "publicação planejada". Em vez de assinar os autores com um manuscrito planejado, eles tiveram suas próprias ideias e, em seguida, contrataram escritores para realizá-las.
Na década de 1930, a editora mudou-se para o que tem sido chamado de Corredor das Editoras na Park Avenue em Manhattan, Nova York.

### Expansão
Em 1939, a Simon & Schuster apoiou financeiramente Robert Fair de Graff a fundar a Pocket Books, a primeira editora de brochura dos Estados Unidos. Em 1942, Simon & Schuster e Western Printing lançaram a série Little Golden Books em cooperação com o Artists and Writers Guild.
Em 1944, Marshall Field III, proprietário do Chicago Sun, adquiriu Simon & Schuster e Pocket Books. A empresa foi vendida de volta para Simon e Schuster após sua morte por US $ 1 milhão.
Nas décadas de 1950 e 1960, muitas editoras, incluindo Simon & Schuster, voltaram-se para a publicação educacional devido ao mercado gerado pelo baby boom. A Pocket Books se concentrou em livros de bolso para o mercado educacional em vez de livros didáticos e iniciou o selo Washington Square Press em 1959. Livros publicados sob o selo incluíam reimpressões clássicas, como Lorna Doone, Ivanhoe, Tom Sawyer, Huckleberry Finn e Robinson Crusoe.
Em 1960, Richard Simon morreu de ataque cardíaco; seis anos depois, Max Schuster se aposentou e vendeu sua metade da Simon & Schuster para Leon Shimkin. Shimkin então fundiu Simon & Schuster com Pocket Books sob o nome de Simon & Schuster. Em 1968, o editor-chefe Robert Gottlieb, que trabalhou na Simon & Schuster desde 1955 e editou vários best-sellers, incluindo Catch-22, de Joseph Heller, saiu abruptamente para trabalhar na concorrente Knopf, levando outros funcionários influentes da S&S, como Nina Bourne e Tony Schulte.
A Simon & Schuster foi adquirida pela Gulf+Western em uma troca de ações de 8 por 1 em 28 de janeiro de 1975. Quatro anos depois, em 1979, Richard Snyder foi nomeado CEO da empresa. Nos anos seguintes, ele a ajudaria a crescer substancialmente.

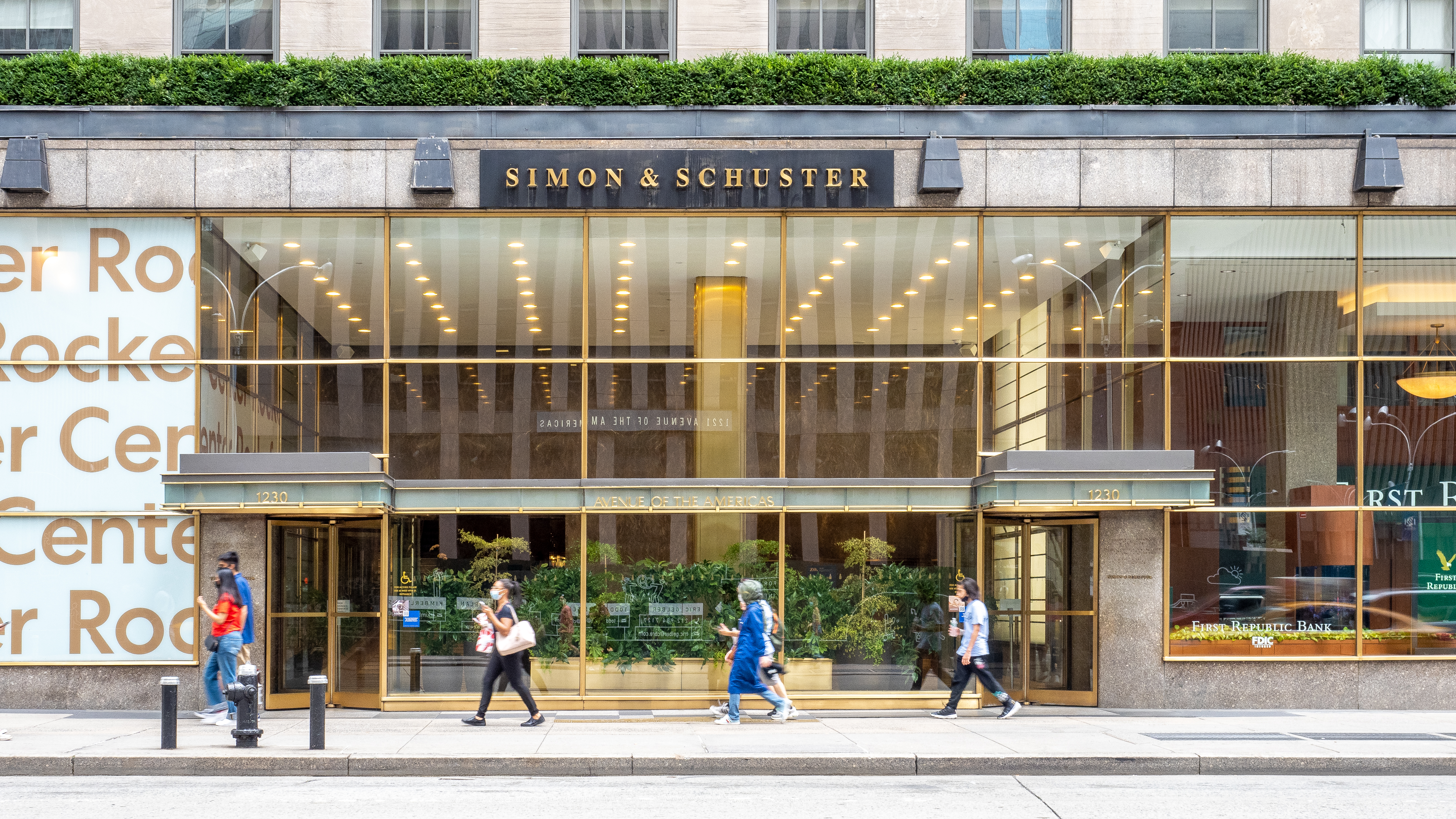
Entrada da Simon & Schuster na Avenue of the Americas

### Década de 1980
Após a morte do chefe da Gulf+Western Charles Bluhdorn em 19 de fevereiro de 1983, a empresa tomou a decisão de diversificar. O sucessor de Bluhdorn, Martin Davis, disse ao The New York Times: "A sociedade estava passando por mudanças dramáticas, de modo que havia uma necessidade maior de livros didáticos, mapas e informações educacionais. Vimos a oportunidade de diversificar para essas áreas, que são mais estáveis e mais rentáveis do que a publicação comercial".
Em 1984, Simon & Schuster com CEO Richard E. Snyder adquiriu a editora educacional Esquire Corporation, proprietária de empresas como Allyn & Bacon e ex-proprietária da revista Esquire, por US$ 180 milhões. Prentice Hall foi trazida para a empresa em 1985 por mais de US$ 700 milhões e foi visto por alguns executivos como um catalisador de mudanças para a empresa como um todo. Esta aquisição foi seguida por Silver Burdett em 1986, Gousha em 1987 e Charles E. Simon em 1988. Parte da aquisição incluiu a editora educacional Allyn & Bacon que, de acordo com o então editor e chefe Michael Korda, tornou-se o "núcleo dos negócios educacionais e informacionais da S&S". Fearon Education e Janus Book Publishers. Ao todo, a Simon & Schuster gastou mais de US$ 1 bilhão em aquisições entre 1983 e 1991.
Na década de 1980, Snyder também fez uma tentativa malsucedida de publicação de vídeo, que se acredita ter levado ao sucesso da empresa no negócio de audiolivros. Snyder ficou consternado ao perceber que Simon & Schuster não possuía os direitos de vídeo do Jane Fonda's Workout Book, um grande best-seller na época e que a empresa de vídeo que produzia o VHS estava ganhando mais dinheiro com o vídeo. Isso levou Snyder a pedir aos editores que obtivessem os direitos de vídeo para cada novo livro. Os agentes muitas vezes relutavam em desistir deles - o que significou que a divisão S&S Video nunca decolou. De acordo com Korda, os direitos de áudio se expandiram para a divisão de áudio que na década de 1990 seria um grande negócio para a Simon & Schuster.
Em 1989, a Gulf and Western Inc., proprietária da Simon & Schuster, mudou seu nome para Paramount Communications Inc.

### Década de 1990
Em 1990, o The New York Times descreveu a Simon & Schuster como a maior editora de livros dos Estados Unidos, com vendas de US$ 1,3 bilhão no ano anterior. Nesse mesmo ano, Simon & Schuster adquiriu a editora infantil Green Tiger Press.
Em 1993, Simon & Schuster comprou a Macmillan (incluindo Scribner's, Free Press e Jossey-Bass) e mudou seu nome para Paramount. A Viacom comprou a Paramount em 1994 e mudou o nome de volta para Simon & Schuster. A Macmillan foi adquirida por US$ 552,8 milhões. Mais tarde naquele ano, Snyder foi repentinamente demitido da S&S e foi substituído pelo presidente e diretor de operações da empresa, Jonathan Newcomb. A Simon & Schuster vendeu então vários ativos periféricos, como a venda da Charles E. Simon Co. para a CDB Infotek. Gousha foi vendida para Rand McNally in 1996.
Em 1994, a S&S adquiriu as operações de software da Markt+Technik. Mais tarde naquele ano, Simon & Schuster (através da Paramount) lançou um editor de software em parceria com Davidson & Associates chamado Simon & Schuster Interactive. O estúdio publicou videogames como Outlaw Golf, Deer Avenger, I.M. Meen, Chill Manor, EVE Online e jogos baseados nos personagens de Richard Scarry. A S&S Interactive fechou em 2003.
Em 1998, a Viacom vendeu as operações educacionais da Simon & Schuster, incluindo Prentice Hall, Macmillan e Jossey-Bass, para a Pearson plc, a então proprietária da Penguin e do Financial Times. A Pearson então fundiu as operações com a Addison-Wesley Longman para formar a Pearson Education. As operações profissionais e de referência foram vendidas para Hicks Muse Tate & Furst.

### Década de 2000
Em 2002, a Simon & Schuster adquiriu seu distribuidor canadense Distican. Simon & Schuster começou a publicar no Canadá em 2013.
No final de 2005, a Viacom se dividiu em duas empresas: a CBS Corporation, que herdou a S&S, e outra que manteve o nome Viacom. Também em 2005, a Simon & Schuster adquiriu a Strebor Books International, fundada em 1999 pela autora Kristina Laferne Roberts, que escreveu sob o pseudônimo de "Zane". Um ano depois, em 2006, Simon & Schuster lançou o selo conservador Threshold Editions.
Em 2009, Simon & Schuster assinou um contrato de vários livros e co-publicação com Glenn Beck, envolvendo muitos de seus selos e incluiu não-ficção adulta, ficção, literatura infantil e para jovens adultos, bem como e-book e audiobook originais. Como parte da CBS, Simon & Schuster tem sido a principal editora de livros relacionados a várias franquias midiáticas de propriedade e/ou exibidas na CBS, como CSI. A editora também possui licença para publicar livros da franquia Star Trek sob o selo Pocket Books.

### Década de 2010
Em abril de 2012, o Departamento de Justiça dos Estados Unidos notificou a Apple, Simon & Schuster, Hachette, HarperCollins, Macmillan e Penguin como réus pela prática de conluio ao fixar os preços de e-books, prejudicando a Amazon, o que iria contra as leis antitruste. Em dezembro de 2013, uma juíza federal aprovou um acordo das ações antitruste, no qual Simon & Schuster e outras editoras pagaram a um fundo que fornecia créditos a clientes que pagaram a mais por livros devido à fixação de preços.
A Simon & Schuster reorganizou todas as suas marcas em quatro grupos principais em 2012. Os quatro grupos incluíam o Atria Publishing Group, o Scribner Publishing Group, o Simon & Schuster Publishing Group e o Gallery Publishing Group. De acordo com a CEO Carolyn Reidy, as divisões foram criadas para alinhar selos que se complementam e que a estrutura “levaria a um foco editorial mais nítido para nossos selos, justamente considerando as afinidades naturais entre eles”. Em 2012, Simon & Schuster lançou uma divisão de autopublicação, Archway Publishing.
Em 2014, Simon & Schuster assinou um acordo de parceria com a Amazon sobre e-books e também lançou um novo selo de ficção especulativa. Em outubro de 2014, a Simon & Schuster assinou um acordo de parceria de vários anos com a Amazon.com nas negociações relativas ao preço dos e-books. Simon & Schuster também lançou um novo selo de ficção científica chamado Simon451 que publicaria títulos de ficção científica e fantasia com ênfase em ebooks e comunidades online. O nome do selo foi inspirado no livro de Ray Bradbury, Fahrenheit 451 (a temperatura na qual os livros queimam). O clássico de Bradbury também foi publicado pela Simon & Schuster.
A Simon & Schuster expandiu além da publicação de livros em 2015, oferecendo um novo modelo de negócios e serviços adicionais para autores. Em 2015, Simon & Schuster anunciou a criação de uma nova unidade chamada North Star Way. O selo publicaria títulos de não-ficção, como títulos de auto-ajuda, motivacionais e bem-estar. Além disso, a North Star Way também serviria como plataforma e conjunto de serviços para autores que vão além do que uma editora tradicional oferece para encontrar seu público. Os serviços incluem ajudar os autores a expandir seu alcance por meio de cursos on-line, seminários, workshops, aplicativos móveis, vídeos e audiolivros, patrocínios e parcerias comerciais e podcasts. A North Star Way faz parte da divisão Gallery Publishing Group. O nome levou a Marvel Comics a tentar registrar o nome de seu super-herói Northstar em fevereiro de 2015. O pedido foi negado porque Simon & Schuster já havia feito um pedido de marca registrada para North Star Way em janeiro.
Em 2019, a CBS e a Viacom se reuniram para formar a ViacomCBS. Como resultado, a Simon & Schuster tornou-se parte da recém-formada ViacomCBS, que foi renomeada Paramount Global no início de 2022.

### Década de 2020
Em março de 2020, o CEO da ViacomCBS, Bob Bakish, anunciou a intenção da empresa de vender a divisão Simon & Schuster, pois "não tem conexão significativa para nossos negócios mais amplos". Bakish esperava que uma venda fosse fechada em 2020, embora a pandemia de COVID-19 pudesse atrasar esse processo.
Em setembro de 2020, o grupo de mídia alemão Bertelsmann, dono da Penguin Random House, anunciou que estava interessado em adquirir a Simon & Schuster. A Vivendi, dona da editora francesa Editis, e a News Corp, dona da HarperCollins, também foram apontadas como concorrentes na aquisição da Simon & Schuster. A Paramount Global esperava que as ofertas fossem feitas antes de 26 de novembro, dia de Ação de Graças.
Em 25 de novembro de 2020, a Paramount Global anunciou que venderia a Simon & Schuster para a Penguin Random House, subsidiária da Bertelsmann, por US$ 2,175 bilhões. Esperava-se que o acordo fosse concluído em 2021, pendente de aprovação regulatória. Em novembro de 2021, o Departamento de Justiça dos Estados Unidos entrou com uma ação para impedir a aquisição, alegando redução da concorrência e prejuízo para autores e consumidores. A juíza Florence Pan, do Distrito de Columbia, decidiu pelo bloqueio da compra pela Penguin Random House em 31 de outubro de 2022. O acordo de venda foi posteriormente cancelado pela Paramount.
Em 2021, Simon & Schuster fez acordos de livros com ex-funcionários do governo Trump, como o vice-presidente Mike Pence e a conselheira de Trump Kellyanne Conway. Isso provocou protestos entre os funcionários da Simon & Schuster. Em novembro de 2021, o Departamento de Justiça dos Estados Unidos entrou com uma ação civil antitruste para bloquear a proposta de aquisição da Simon & Schuster pela Penguin Random House. O processo argumenta que a aquisição criaria influência sem precedentes no mercado editorial.
Em 2022, o funcionário da Simon & Schuster, Filippo Bernardini, foi preso pelos roubos de manuscritos literários entre 2016 e 2021. A empresa divulgou um comunicado dizendo que estava "impactada e horrorizada" com as acusações e que suspendeu o funcionário enquanto aguarda o resultado das investigações.
A Paramount Global anunciou a venda da Simon & Schuster para o grupo de private equity KKR por US$ 1,62 bilhão em 7 de agosto de 2023. A venda foi concluída em 30 de outubro de 2023.

## Selos

### Publicação para adultos
- Adams Media,[70] localizado em Avon, Massachusetts
- Atria Publishing Group[2]
  - 37 INK,[71] editora de autores afro-americanos e outros segmentos de diversidade
  - Atria Books, editora generalista
  - Atria Español, editora de livros em espanhol com foco em falantes de espanhol dos Estados Unidos
  - Atria Unbound, editora generalista edições de e-book da Atria
  - Beyond Words Publishing
  - Cash Money Content, uma parceria com a Cash Money Records
  - Emily Bestler Books, editora de ficção e não-ficção
  - Enliven Books, editora de livros espirituais e de bem-estar
  - Howard Books,[2] editora de livros cristãos
  - Keywords Press, editora de livros de personalidades da Internet[72]
  - Marble Arch Press, acordo de co-publicação com a editora do Reino Unido Short Books
  - One Signal Publishers, editora de não ficção fundada por Julia Cheiffetz
  - Simon Element, publica livros de não-ficção abordando tópicos básicos.
  - Strebor Books International, editora de livros afro-americanos, bem como Black Erotica
  - Washington Square Press, editora de livros de bolso de ficção clássica e contemporânea[73]
- Avid Reader Press[74]
- Gallery Books Group[2]
  - Gallery Books, editora generalista
  - Karen Hunter Publishing, selo generalista fundado pela jornalista Karen Hunter
  - Mercury Ink, acordo de co-publicação com Glenn Beck e Mercury Radio Arts
  - MTV Books, selo para jovens adultos e cultura pop
  - North Star Way Books, editora de livros de auto-ajuda com serviços adicionais para autores
  - Pocket Books,[2] selo voltado para o mercado de massa do Gallery Publishing Group
  - Pocket Star, selo de e-books do Gallery Publishing Group
  - Scout Press, editora de ficção literária
  - Threshold Editions,[2] selo conservador
  - Gallery 13, um selo de histórias em quadrinhos
- Scribner[2]
  - Scribner, editora de livros de ficção e não ficção
- Simon & Schuster[2]
  - Folger Shakespeare Library, publica livros impressos e e-books de obras de Shakespeare
  - Simon451, editora de ficção especulativa e fantasia
  - Saga Press, especializada em ficção científica e fantasia.

### Publicação infantil
- Aladdin, editora de livros para leitores de nível médio
- Atheneum, editora de livros ilustrados, para leitores de nível médio e adolescentes
- Beach Lane Books,[75] editora de livros ilustrados, fundada em 2008 e localizada em San Diego[76]
- Little Simon,[75] editora de livros infantis
- Margaret K. McElderry Books, editora de ficção e não-ficção para crianças e adolescentes
- MTV Books, selo de cultura pop relançado em 2021[77]
- Paula Wiseman Books, editora de livros ilustrados, livros originais e romances para crianças
- Salaam Reads, selo para literatura infantil muçulmana da Simon & Schuster's Children's Division[78]
- Simon & Schuster Books for Young Readers, carro-chefe da Simon & Schuster's Children's Division
- Simon Pulse, editora de livros para adolescentes, lançada em 1999 como Pocket Pulse e renomeada em 2001[79][80]
- Simon Spotlight, editora focada em conteúdos licenciados para crianças

### Outras publicações
- Viz Media

### Áudio
- Pimsleur Language Programs, cursos de idiomas
- Simon & Schuster Audio, divisão de áudio da Simon & Schuster

### Selos antigos/descontinuados
- Archway (impressão infantil de Pocket Books, fundida na Aladdin Paperbacks)[80]
- Bookthrift (reimpressões baratas, descontinuada)
- Earthlight (selo de ficção científica do Reino Unido, descontinuado)
- Downtown Press (ficção feminina, descontinuada)
- Fireside Books
- Free Press[2]
- Green Tiger Press
- Half Moon Books
- Inner Sanctum Mysteries
- Linden Press
- Long Shadow Books
- Minstrel Books (selo infantil de Pocket Books, fundida em Aladdin Paperbacks)[80]
- Poseidon Press (1982–1993)
- Richard Gallen Books
- Simon & Schuster Interactive (1995–2003)
- Sonnet Books
- Summit Books (1976–1991)
- Tiller Press (especializado em não-ficção prática: dieta, bem-estar, design de interiores)
- Touchstone [81]
- Wallaby Books